# Ursula Meierin

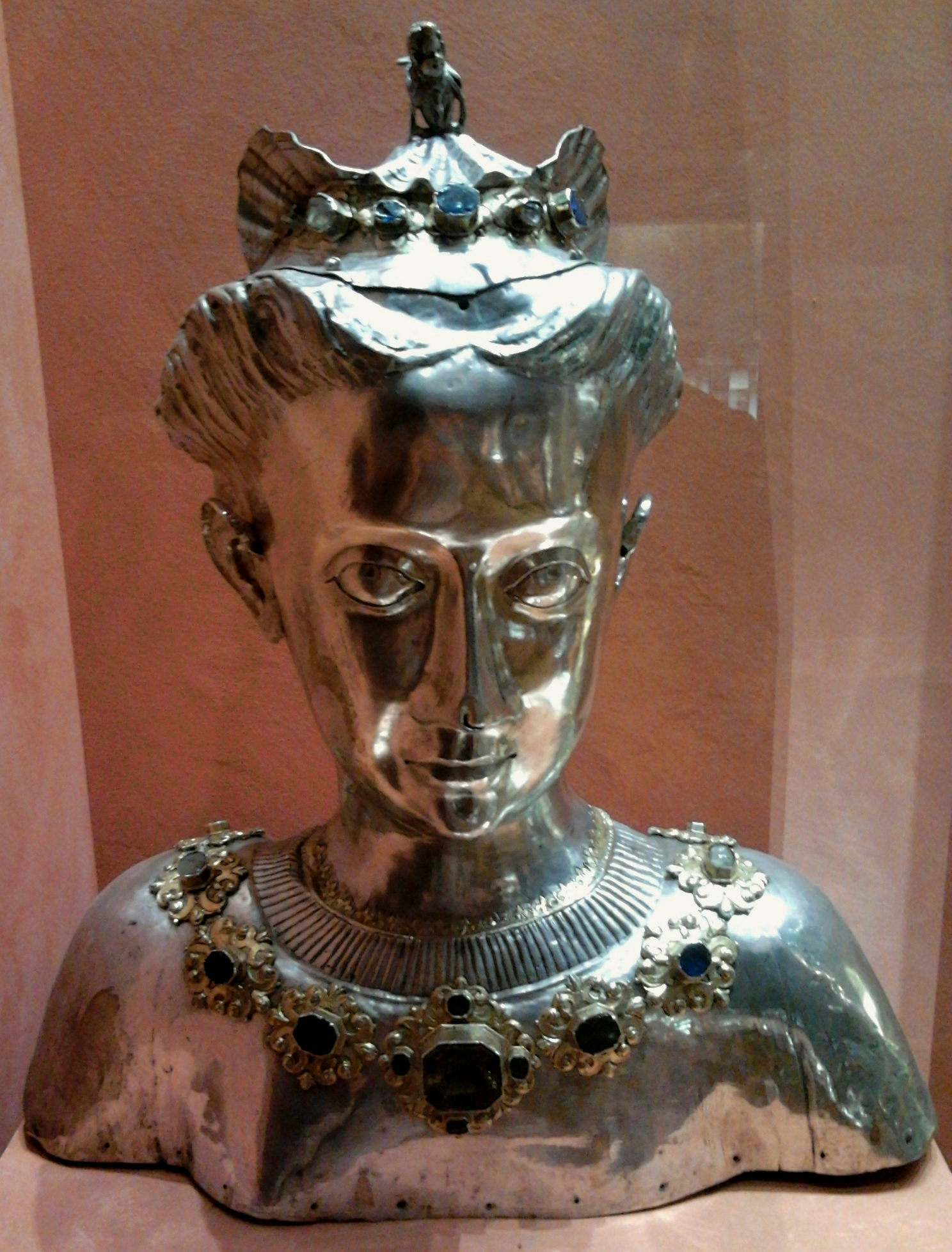
Reliquiar der Heiligen Ursula von Stanisław Ditrich, das die Gesichtszüge von Ursula Meierin tragen soll

Ursula Meierin, auch Ursula Meyerin (polnisch Urszula Meierin oder Urszula Meyerin; * um 1570 in oder bei München, Herzogtum Bayern; † 15. April 1635, Warschau, Polen-Litauen), war eine Hofmeisterin und Mätresse am Königshof von Sigismund III. Wasa in Krakau und später Warschau. Sie galt als Graue Eminenz hinter dem König und hatte als strenge Katholikin zusammen mit dem Jesuiten Piotr Skarga großen Einfluss auf seine Religionspolitik und die Durchsetzung der Gegenreformation in Polen-Litauen.

## Leben
Ursula Meierin war wahrscheinlich ein uneheliches Kind eines Vaters aus der Habsburgermonarchie, das in Bayern zur Welt kam. Sie kam 1592 zusammen mit der Königin Anna von Österreich an den Königshof auf dem Wawel, wo sie insbesondere für die Erziehung der Kinder des Königspaares zuständig war. Nach dem Tod der Königin behielt sie auch unter ihrer Nachfolgerin Constanze von Österreich ihre Stellung bei Hof. Später vermittelte sie bei den Kontakten des Königs mit den Habsburgern, Wittelsbachern und dem Heiligen Stuhl in Rom sowie den polnisch-litauischen Senatoren. Sie war auch eine enge Vertraute von Maria Anna von Bayern sowie von Anna Wasa, mit denen sie in regem Briefkontakt stand. Als Sigismund kurz vor seinem Tod erkrankte, führte sie für ihn die Staatsgeschäfte. Nach seinem Tod wurde ihre Stellung von seinem Sohn und ihrem Zögling Ladislaus IV. Wasa beschnitten. Gleichwohl blieb sie als seine Beraterin am Hof und lebte bis zu ihrem Lebensende auf dem Warschauer Königsschloss, wo sie 1635 verstarb. Sie wurde in der Warschauer Jesuitenkirche wie eine Königin bestattet. Ihr Grab wurde in den 1650er Jahren während der Schwedischen Sintflut von schwedischen und brandenburgischen Soldaten geplündert und zerstört. Sie hat in ihrem Testament die Königsfamilie sowie zahlreiche Kirchen in Polen-Litauen und Bayern bedacht. Sie stiftete unter anderem einen Altar in der Münchner St.-Michaels-Kirche.